# Evangelos Ikonomou
Evangelos „Vangelis“ Ikonomou (griechisch Ευάγγελος «Βαγγέλης» Οικονόμου, * 18. Juli 1987 in Korinth) ist ein griechischer Fußballspieler.

## Karriere
Ikonomou begann seine Profikarriere im Januar 2005 bei Ionikos Nikea in der zweiten griechischen Liga. 2009 wechselte er zum Erstligisten AO Kavala. 2011 war der Verein in einen Fußballskandal verwickelt, in dem es um Spielmanipulationen, illegale Wetten und andere Vorwürfe ging. Der Eigentümer Stavros Psomiadis und Trainer Giannis Papakostas wurden verhaftet. Nach einer mehrstündigen Sitzung der Disziplinarkommission wurde Kavala wie auch Olympiakos Volos zum Zwangsabstieg in die zweite Liga verurteilt. Am 10. August gab der griechische Verband bekannt, dass die Strafen für Kavala in Punktabzüge von zehn Punkten für die Saison 2011/12 gewandelt wurden.
Infolge des Skandals erlangte Ikonomou eine Freigabe und wechselte zu Atromitos Athen. Mit Atromitos erreichte Ikonomou 2012 das griechische Pokalfinale, wo er Olympiakos Piräus mit 1:2 unterlag.
Nach einem Auslandsaufenthalt in Schottland bei Ross County wechselte er 2014 zu Panionios Athen. Bei Panionios etablierte er sich als Stammspieler und erreichte 90 Einsätze in der höchsten griechischen Spielklasse.
Zwischen Januar 2018 und 2020 stand Ikonomou bei Panathinaikos Athen unter Vertrag.